# Мотовилово (Междуреченский район)
Мотовилово — деревня в Междуреченском районе Вологодской области.
Входит в состав Шейбухтовского сельского поселения, с точки зрения административно-территориального деления — в Шейбухтовский сельсовет.
Расстояние по автодороге до районного центра Шуйского — 32 км, до центра муниципального образования Щейбухты — 11 км. Ближайшие населённые пункты — Иванищево, Становое, Макарово.
По данным переписи в 2002 году постоянного населения не было.